# La Cotxeria
La Cotxeria és una masia del municipi d'Olius, a la comarca catalana del Solsonès. És un monument protegit i inventariat dins el Patrimoni Arquitectònic Català
Es troba al nucli d'Olius, on s'hi va des del punt quilomètric 109,7 de la carretera C-26 (de Solsona a Berga). Està ben senyalitzat.

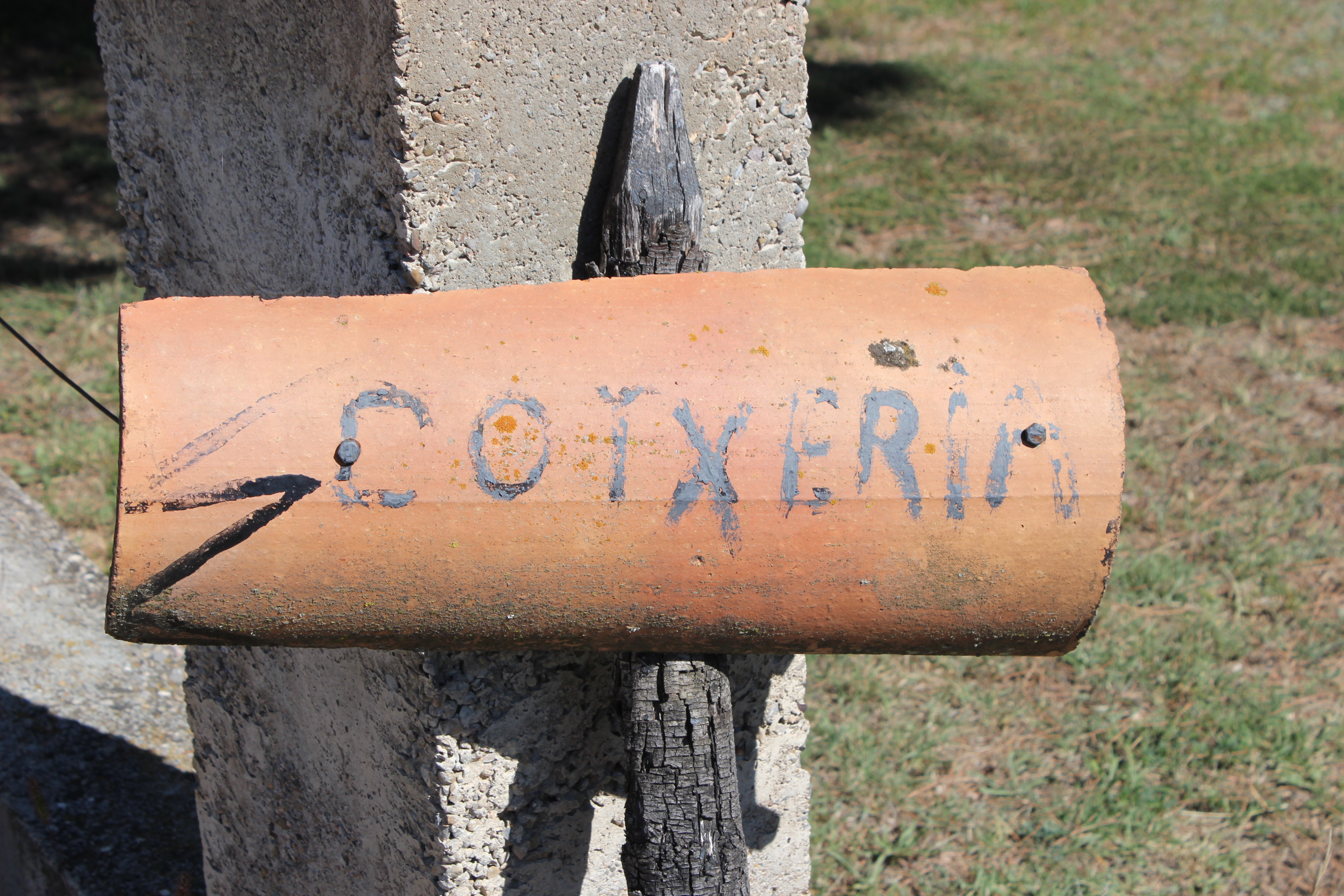
Indicador de la masia

## Descripció
Edifici civil. Petita masia orientada nord-sud. Teulada a doble vessant, més llarga pel costat oest, que per l'est. De planta rectangular. A la façana principal petites finestres, amb llinda de pedres irregulars i sense tallar. Porta rectangular amb llinda de totxos. Parament de pedres irregulars amb morter, excepte a les cantonades que són tallades.

## Notícies històriques
Als voltants del segle xii, apareix la casa Labedid, que seria la primitiva de la Cotxeria. Aquesta casa, es troba en el pla sota la Torreta (antic Palau dels comtes d'Urgell), sembla que aquesta casa era utilitzada com antiga cotxeria pels habitants de la Torreta.